# Advanced Microcontroller Bus Architecture
Advanced Microcontroller Bus Architecture, più brevemente AMBA, è una tipologia di bus di comunicazione inizialmente sviluppata per i sistemi di tipo system-on-a-chip (SoC). Al giorno d'oggi è ampiamente utilizzata negli ASIC e nei SoC essendo uno standard di tipo open source.
AMBA permette l'interconnessione di più blocchi funzionali all'interno di un SoC, permettendo di avere una comunicazione con un vasto numero di periferiche.
AMBA è un protocollo introdotto da ARM Ltd nel 1996. Durante l'evoluzione di questo protocollo sono stati introdotti differenti tipi di Bus per la comunicazione come Advanced System Bus (ASB), Advanced eXtensible Interface (AXI), Advanced High-performance Bus (AHB), Advanced Peripheral Bus (APB).
L'AHB è un particolare tipo di bus, usato ad esempio nei microcontrollori LPC2000, a cui sono collegati i dispositivi e le periferiche più veloci, come la CPU ed il VIC (Vectored Interrupt Controller).